# Linepithema tsachila
Linepithema tsachila é uma espécie de formiga do gênero Linepithema.